# Hebecephalus filamentus
Hebecephalus filamentus är en insektsart som beskrevs av Hamilton och Ross 1972. Hebecephalus filamentus ingår i släktet Hebecephalus och familjen dvärgstritar. Inga underarter finns listade i Catalogue of Life.